# Andrei Lwowitsch Nekrassow

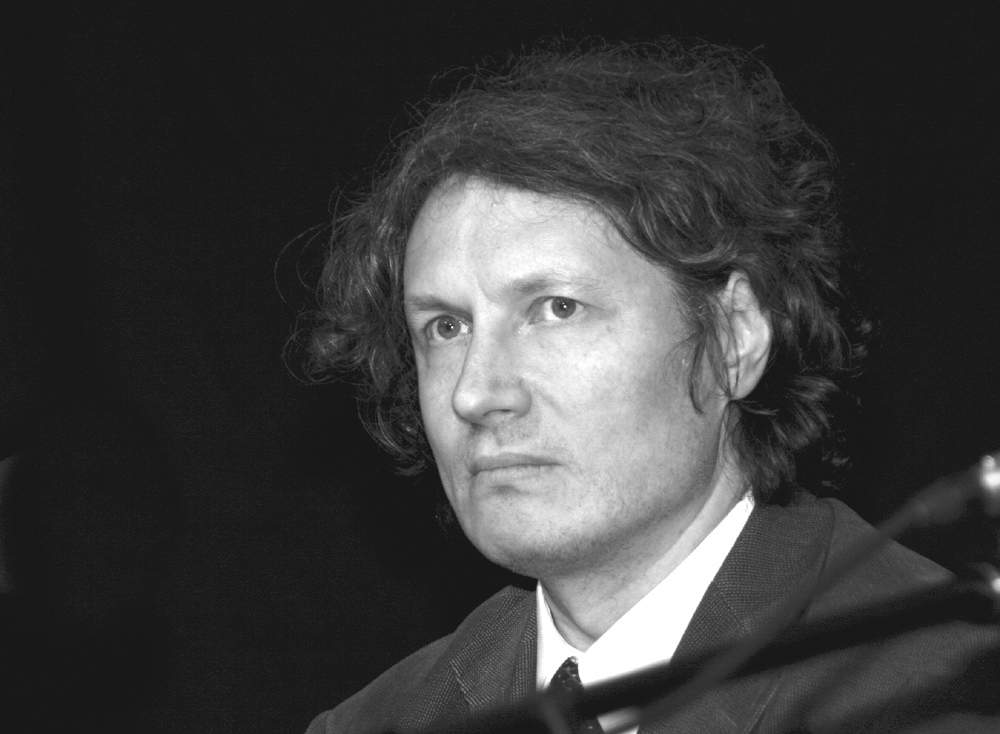
Andrei Nekrassow (2007)

Andrei Lwowitsch Nekrassow (russisch Андре́й Льво́вич Некра́сов, * 1958 in Leningrad) ist ein russischer Drehbuchautor und Filmregisseur.

## Leben und Werk

### Ausbildung und frühes Werk
Andrei Nekrassow studierte Schauspiel und Regie am Staatlichen Institut für Theater und Film in Leningrad, vergleichende Literaturwissenschaft und Philosophie in Paris und Film an der Film School der University of Bristol.
Im Jahr 1985 war er Assistent von Andrei Tarkowski während der Dreharbeiten und Produktion von dessen Film Opfer. Anschließend drehte Nekrassow mehrere internationale Koproduktionen, vor allem Dokumentarfilme. 1993 erschien sein erster Kurzspielfilm Springing Lenin, 1997 der erste abendfüllende Spielfilm Silna, kak smert, lyubov (englischer Titel: Love Is as Strong as Death). Beide Filme gewannen Preise auf Festivals. Das zweite abendfüllende Drama, Lyubov i drugie koshmary (Любовь и другие кошмары, Festival-Titel englisch Lyubov and Other Nightmares, deutsch Ljubow und andere Albträume) von 2001 wurde auf mehreren Festivals aufgeführt, unter anderem beim Sundance Film Festival und der Berlinale.
Als Bühnenautor und Theaterregisseur hat Nekrassow seine Stücke Der Spieler am Euro Theater Central Bonn (Spielzeiten 1999/2000 und 2001/2002) und Königsberg (Uraufführung Dezember 2002) an der Volksbühne Berlin inszeniert.

### Dokumentarfilme ab 2004
In dem Dokumentarfilm Bunt. Delo Litvinenko (Бунт: Де́ло Литвине́нко; deutsch Rebellion. Die Affäre Litwinenko) von 2007 behandelte die Hintergründe der Ermordung des ehemaligen KGB-Offiziers, Überläufers und Kritikers der russischen Regierung, Alexander Litwinenko. Der Film enthielt Interviews mit Litwinenko sowie anderen Regierungskritikern, darunter der ebenfalls ermordeten Journalistin Anna Politkowskaja. Nekrassow hatte unter anderem Litwinenko während dessen letzten Lebenstagen in einem Londoner Krankenhaus begleitet. In dem Film belastete er die russische Regierung unter Präsident Wladimir Putin schwer. Rebellion wurde kurzfristig bei den Filmfestspielen in Cannes 2007 für eine Vorführung außer Konkurrenz ins Programm genommen.
Auch Terroranschläge und kriegerische Auseinandersetzungen, in die Russland verwickelt war bzw. gewesen sein soll, behandelte Nekrassow in seinen Dokumentarfilmen, so die Sprengstoffanschläge auf Wohnhäuser in Russland in Disbelief (1999) und den Kaukasuskrieg 2008 in Russian Lessons (2010).
Von 2011 bis 2013 lebte Nekrassow als Gastautor des International Cities of Refuge Network (ICORN) im norwegischen Haugesund.

### Kontroverse um Magnitski-Dokumentarfilm
Zu einer internationalen Kontroverse führte 2016 Nekrassows Dokumentarfilm Der Fall Magnitski, in dem der Tod des russischen Wirtschaftsprüfers Sergei Magnitski, der sich auf Steueroptimierung für ausländische Investoren spezialisierte, in russischer Haft thematisiert wurde. Nekrassow beschuldigt darin u. a. den amerikanischen Hedgefondsmanager Bill Browder, dass dieser die Geschichte um die Verhaftung Magnitskis, dessen Gefangenschaft und dessen Tod verfälscht in westlichen Medien dargestellt habe.  Das Buch, das Nekrassow zum Film schrieb, trägt den Claim „Weshalb startete der neue Kalte Krieg mit Russland?“
In seinem Film stellt Nekrassow die These auf, dass Magnitski nicht, wie dies in der unabhängigen Presse rezipiert worden war, im Gefängnis ermordet worden sei, weil er illegalen Geschäften russischer Behörden auf die Spur gekommen sei. Vielmehr sei Magnitski deshalb in Haft geraten, weil er in dubiose Geschäfte seines US-amerikanischen Arbeitgebers Bill Browder verwickelt gewesen sei, und er sei nicht vorsätzlich umgebracht, sondern nur aufgrund der entsetzlichen Haftbedingungen tragisch ums Leben gekommen, da sei Magnitski „kein Einzelfall“. Die Darstellung in Nekrassows Film löste empörte Reaktionen bei Browder und der Familie Magnitskis aus. Die Familie beklagte im Weiteren, dass Nekrassow sein unter tatsachenwidrigen Behauptungen erschlichenes Material entgegen dem Verbot der Familie in den Film eingebracht habe („ihr Verbot der Verwendung dieser Materialien ignoriert“).
Der deutsch-französische Fernsehsender Arte hatte den fast zweistündigen Dokumentarfilm, an dem das Zweite Deutsche Fernsehen als Koproduzent beteiligt war, für den 3. Mai 2016, den „Tag der Pressefreiheit“, angekündigt – der Film wurde jedoch kurz vorher aus dem Programm genommen. Die geplante Vorführung des Films in den Räumen des Brüsseler EU-Parlaments wurde abgesagt. Auch deutsche Politiker kritisierten Nekrassow; die Grünen-Politikerin Marieluise Beck verwahrte sich gegen Nekrassows Vorgehen bei einem Interview mit ihr, der stellvertretende Vorsitzende des Menschenrechtsausschusses der Parlamentarischen Versammlung des Europarats, Bernd Fabritius, wies den Vorwurf Nekrassows zurück, der Europarat habe sich bei seiner Beurteilung der Affäre Magnitski auf die Angaben Browders verlassen und keine eigenen Nachforschungen angestellt.
Der Berichterstatter der Parlamentarischen Versammlung des Europarats, Andreas Gross, empörte sich, dass im „sogenannten“ Dokumentarfilm Unwahrheit verbreitet werde, und bezichtigte Nekrassow der Manipulation. Die ganze These Nekrassows beruhe auf der einzigen „nachweislich unwahren Behauptung, Magnitski habe die Polizisten gar nicht beschuldigt“. Dagegen wehrte sich Nekrassow, indem er betonte, dass er sich auf die russischen Originaldokumente zu der polizeilichen Befragung Magnitskis stütze und nicht auf die von Browder vorgelegte englische Übersetzung.
In einem Editorial bezeichnete die amerikanische Tageszeitung The Washington Post den Film als ein Stück „Agitprop“, das Fakten und Fiktion mische, um Magnitski den Betrug anzuhängen und der russischen Seite Absolution für seinen Tod zu erteilen. Nekrassow verwende Fakten hochgradig selektiv. So halte er wiederholt ein Dokument hoch, das beweisen solle, dass Magnitski die Täter namentlich gar nicht benannt habe. In Wahrheit habe Magnitski jedoch in einem anderen Schriftstück wenige Monate zuvor dies wiederholt getan.
In einer Publikation der konservativen US-amerikanischen Denkfabrik Hudson Institute von 2016 warf Marius Laurinavicius die Frage auf, ob Nekrassow aufgrund seiner Sowjetnostalgie nicht schon länger ein Verfechter des Putinismus gewesen sei, und machte auf einen wenig beachteten Film mit dem Titel Together Forever aus dem Jahr 2010 aufmerksam, in welchem Nekrassow die Technik der Verdrehung einsetze und Halbwahrheiten portiere.
Eine private Aufführung des Films fand trotz Klageandrohung Browders im für diesen Zweck von einer russischen Lobbygruppe um Rinat Akhmetshin angemieteten Washingtoner Journalismus-Museum Newseum statt, organisiert im Bemühen, damit die öffentliche Meinung zu beeinflussen.
Die russische Investigativ-Zeitung Nowaja gaseta legte anhand öffentlich zugänglicher Dokumente dar, dass es sich bei Nekrassows Version um Falschbehauptungen handle, und fasste zusammen: „In diesem Film gibt es zwei Begräbnisse – das zweite ist die Glaubwürdigkeit Nekrassows.“

### Haft in Russland 2024
Andrej Nekrassow wurde am 14. August 2024 in der Region Smolensk vom russischen Inlandsgeheimdienst FSB verhaftet, weil er ohne Genehmigung in der Nähe eines FSB-Gebäudes Filmaufnahmen für ein neues Filmprojekt gemacht habe. Nekrassow verbrachte siebeneinhalb Wochen in einem gefängnisähnlichen „Zentrum für die vorübergehende Inhaftierung ausländischer Bürger“. Nachdem  westliche Medien über seine Inhaftierung berichtet hatten, wurden ihm alle Kommunikationsmittel entzogen, mit Ausnahme eines kurzen Telefonats pro Tag mit einem Familienmitglied. Während der Haft hat Nekrassow mehrere Texte geschrieben, die sich auch mit den Bedingungen der Haft befassen, ein Roman und ein philosophischer Essay.

## Auszeichnungen
- 1993: UNESCO-Preis beim Festival von Cannes für Springing Lenin[1]
- 1997: FIPRESCI-Preis beim Internationalen Filmfestival Mannheim-Heidelberg für Silna, kak smert, lyubov (englischer Titel: Love Is as Strong as Death)[22]
- 2013: Grimme-Preis für Lebt wohl, Genossen[23]

## Filmografie
- 1987: A Russia of One’s own (Fernsehfilm)
- 1990: Pasternak (Fernsehfilm)
- 1990: The Prodigal Son (TV-Doku-Drama)
- 1991: Springing Lenin (Kurzfilm)
- 1997: Silna, kak smert, lyubov (Сильна как смерть любовь, Spielfilm)
- 2001: Ljubow und andere Albträume (Lyubov i drugie koshmary, Любовь и другие кошмары, Spielfilm)
- 2004: Nedoverie (Недоверие, Disbelief, Dokumentarfilm)
- 2007: Rebellion. Der Fall Litvinenko (Bunt. Delo Litvinenko, Бунт: Де́ло Литвине́нко, Dokumentarfilm)
- 2007: My Friend Sasha: A Very Russian Murder (TV-Dokumentarfilm)
- 2010: Russian Lessons (Uroki russkogo, Уроки русского, Dokumentarfilm)
- 2013: Lebt wohl, Genossen (TV-Doku-Serie)
- 2015: In Search of Putin’s Russia (Al Jazeera English, TV-Doku-Serie)
- 2016: Der Fall Magnizki (The Magnitsky Act. Behind the Scenes, Dokumentarfilm)